# Wasylko Jaropełkowic
Wasylko (ur. na przełomie lat 20. i 30. XII w. zm. po 1170) — w 1170 roku książę na Michajłowie koło Kijowa, prawdopodobnie syn Jaropełka Włodzimierzowica i wnuk wielkiego księcia Rusi Kijowskiej Włodzimierza II Monomacha.
Wiadomości o Wasylku pochodzą z Latopisu kijowskiego. W 1151 został wysłany przez księcia halickiego Włodzimierza na czele poselstwa do Andrzeja I Bogolubskiego. W 1164 zwyciężył Połowców nad Rosią zdobywając liczne łupy. Gdy w 1167 Mścisław II Iziasławicz uzyskał tron kijowski, Wasylko został jego sojusznikiem. Ostatnia wzmianka o Wasylku pochodzi z roku 1170. Gdy Mścisław II utracił władzę, Wasylko zorganizował wypad przeciwko prowadzonym przez Gleba I Juriewicza Połowcom. Ostatecznie został zmuszony do kapitulacji i odesłany do Czernihowa.
Nie ma pewności, czy Wasylko z 1151 jest tożsamy ze swoim imiennikiem wspomnianym w latach 1164–1170, jednak jest to bardzo prawdopodobne.
Dalsze losy Wasylka nie są znane. 
Wasilij Tatiszczew w Istoria Rossijskaja podaje, jakoby Wasylko został księciem drohiczyńskim i poślubił córkę Bolesława IV Kędzierzawego, jednak w 2008 Dariusz Dąbrowski ustalił, że informacje te są fałszywe i nie opierają się na wiarygodnych źródłach.